# Lijst van rijksmonumenten in Hierden
De plaats Hierden telt 14 inschrijvingen in het rijksmonumentenregister. Hieronder een overzicht.
| Object | Oorspronkelijke functie? | Bouwjaar                                                | Architect | Locatie                | Coördinaten?                  | Nr.?   | Afbeelding |
| --- | ------------------------ | ------------------------------------------------------- | --------- | ---------------------- | ----------------------------- | ------ | --- |
| Boerderij van het veluwse type                                                                                     | Boerderij                | waarschijnlijk begin 19e eeuw                           |           | Grevenhofsweg 2        | 52° 21' 15" NB, 5° 39' 48" OL | 20244  | Meer afbeeldingen                                                                                             |
| Gaaf bewaarde veluwse boerderij onder rieten wolfdak                                                               | Boerderij                | 1850 (ankers)                                           |           | Kleine Mheenweg 5      | 52° 21' 26" NB, 5° 39' 44" OL | 20245  | Meer afbeeldingen                                                                                             |
| Veluwse boerderij met rieten wolfdak en in de voorgevel vensters met luiken en twintigruitsschuiframen             | Boerderij                | waarschijnlijk midden 19e eeuw                          |           | Kleine Mheenweg 10     | 52° 21' 27" NB, 5° 39' 48" OL | 20246  | Meer afbeeldingen                                                                                             |
| Boerderij met rieten wolfdak en in de voorgevel vensters met luiken en kleine roedenverdeling in de ramen          | Boerderij                | mogelijk eerste helft 19e eeuw                          |           | Mheenbroekweg 12       | 52° 21' 38" NB, 5° 40' 44" OL | 20247  | Meer afbeeldingen                                                                                             |
| Gave boerderij onder rieten wolfsdak                                                                               | Boerderij                | 173x                                                    |           | Zuiderzeestraatweg 38  | 52° 21' 8" NB, 5° 38' 60" OL  | 20248  | Gave boerderij onder rieten wolfsdak                                                                          |
| Goed bewaarde veluwse boerderij onder rieten wolfsdak                                                              | Boerderij                | 1736 (jaartalankers)                                    |           | Zuiderzeestraatweg 72  | 52° 21' 16" NB, 5° 39' 45" OL | 20249  | Goed bewaarde veluwse boerderij onder rieten wolfsdak                                                         |
| Boerderij onder rieten wolfdak met gaaf bewaard woongedeelte                                                       | Boerderij                | 1808 / 1852                                             |           | Zuiderzeestraatweg 78  | 52° 21' 19" NB, 5° 39' 56" OL | 20250  | Meer afbeeldingen                                                                                             |
| Boerderij met gaaf bewaard woongedeelte onder rieten wolfdak                                                       | Boerderij                | 1789 (jaartalankers) eind 19e eeuw (stal vernieuwd)     |           | Zuiderzeestraatweg 98  | 52° 21' 20" NB, 5° 40' 18" OL | 20251  | Meer afbeeldingen                                                                                             |
| Goed bewaarde boerderij met rieten wolfsdak en in de voorgevel jaartalankers                                       | Boerderij                | 1839 (jaartalankers)                                    |           | Zuiderzeestraatweg 130 | 52° 21' 26" NB, 5° 40' 53" OL | 20252  | Meer afbeeldingen                                                                                             |
| Engelenburg | Boerderij                | 1862 (jaartalankers)                                    |           | Zuiderzeestraatweg 59  | 52° 21' 15" NB, 5° 39' 13" OL | 20253  | Engelenburg                                                                                                   |
| Boerderij met rieten wolfdak en voorgevel met jaartalankers: 1837 en vensters met luiken en kleine roedenverdeling | Boerderij                | 1837 (jaartalankers)                                    |           | Zuiderzeestraatweg 139 | 52° 21' 23" NB, 5° 40' 33" OL | 20254  | Meer afbeeldingen                                                                                             |
| Gave boerderij onder rieten wolfsdak en met in de voorgevel jaartalankers: 1849                                    | Boerderij                | 1849 (jaartalankers)                                    |           | Zuiderzeestraatweg 159 | 52° 21' 28" NB, 5° 40' 48" OL | 20255  | Meer afbeeldingen                                                                                             |
| Kasteel De Essenburgh                                                                                              | Kasteel, buitenplaats    | 13e eeuw (gesticht) 1652 (huidige vorm) 1767 (verbouwd) |           | Zuiderzeestraatweg 199 | 52° 21' 33" NB, 5° 41' 53" OL | 20256  | Meer afbeeldingen                                                                                             |
| Transformatorhuisje, inrijpoort en tuinmuur, gelegen aan het begin van de oprijlaan van kasteel De Essenburgh      | Nutsbedrijf              | 1929                                                    |           | Zuiderzeestraatweg 197 | 52° 21' 29" NB, 5° 41' 42" OL | 523680 | Transformatorhuisje, inrijpoort en tuinmuur, gelegen aan het begin van de oprijlaan van kasteel De Essenburgh |